# Philippe II François d'Este
Philippe II François d'Este est un noble italien né en 1621 et décédé en 1653.

## Biographie
Philippe II François était le fils de Sigismond d'Este (it), 2e marquis de Lanzo ; le frère de son père, Charles-Philibert d'Este (it), 2e marquis de San Martino in Rio  est mort en 1652, sans héritiers mâles, ce qui lui permit d'hériter.
Il est le frère de Charles-Emmanuel d'Este (it), 4e marquis de Borgomanero et Porlezza et 2e marquis de Santa Cristina, qui fut aussi gouverneur de San Martino in Rio.
Philippe II s'est marié en 1644, à Marguerite de Savoie, fille légitimée du duc de Savoie, Charles-Emmanuel Ier ; il règne pendant un an, mourant à la fin de l'année 1653 ; l'héritier sera son fils de six ans seulement, qui commencera à régner sous la régence de sa mère. Son second fils de Charles-Philibert fondera la branche de d'Este-Dronero.

## Descendance
De son mariage avec Marguerite de Savoie sont nés :
- Sigismond III d'Este (it) (1647 - 1732), 4e marquis de Lanzo con Bonzo, Groscavallo et de Forno. 4e Marquis de San Martino in Rio. 6e Comte de Corteolona, seigneur de Campogalliano, Castellarano, seigneur du vicariat de Belgioioso;
- Charles-Philibert d'Este-Dronero (it) (1649 - 1703), 2e marquis de Dronero, Saint-Julien et ancêtre de la branche d'Este-Dronero ;
- Angélique (? - ?), moniale augustine, religieuse de la Congrégation de l'Angélique dans le Monastère de Saint-Paul.